# Canale Scolmatore di Nord Ovest
Il canale scolmatore di Nord Ovest è un canale artificiale della città metropolitana di Milano.

## Storia
Il canale scolmatore di Nord Ovest è stato iniziato nel 1954 e prevedeva la costruzione di un canale che raccogliesse le acque in eccesso del Seveso. Attualmente il canale scolma dal torrente Seveso presso la presa di Palazzolo Milanese una portata di 30 m³/sec, e una portata di 28 m³/sec dal fiume Olona presso un'ulteriore opera di presa situata a Rho. Il canale scolmatore raccoglie anche le portate di piena dei torrenti delle Groane (Garbogera, Pudiga-Viamate, Guisa, Nirone).
Presso la località Vighignolo del comune di Settimo Milanese si incrociano le acque del canale con quelle del Deviatore del fiume Olona, una parte delle quali viene fatta proseguire nella continuazione del Deviatore del fiume Olona verso Milano (che confluirà nel Lambro Meridionale presso l'Alzaia Naviglio Pavese nel comune di Milano). Il canale ha una portata massima di 110 m3/s allo sbocco nel fiume Ticino.
La costruzione del canale, che scarica parte della portata nel Ticino ad Abbiategrasso, ha portato lamentele da parte degli ambientalisti e dei cittadini Pavesi, che temevano che la cattiva qualità delle acque dell'Olona e soprattutto del Seveso, potesse influire notevolmente su quella del Ticino. Ed effettivamente le proteste si rivelarono fondate, dato che la qualità delle acque del Ticino, dai dati recenti pubblicati da ARPA, è di grado "elevato" sopra Abbiategrasso e poi scade di rango inferiore più a sud nelle province di Milano e Pavia.